# Josse Lieferinxe
Josse Lieferinxe (1493 — 1503 a 1508) foi um pintor do sul da Holanda, antes conhecido pelo pseudônimo de Mestre de São Sebastião.
Originário de Cambrai, em Hainaut, então parte dos territórios governados pelo Duque da Borgonha, Josse Lieferinxe trabalhou nas regiões de Avinhão e Marseille no fial do século XV e começo do século XVI. Seu primeiro registro é da Provença, em 1493, região de outros mestres como Barthélemy d'Eyck e Enguerrand Quarton. Em 1503, casou com a filha de Jean Changenet, o mais famoso pintor de Avinhão.